# Kosciuszko Bridge
Most Kościuszki (ang. Kosciuszko Bridge) – most wiszący nad Newtown Creek w Nowym Jorku, łączący Greenpoint na Brooklynie z Maspeth w Queens. Starszy most o tej samej nazwie, który znajdował się w miejscu zachodniego przęsła podwieszonego, został pierwotnie otwarty w 1939 i został zamknięty i rozebrany w 2017.